# Nazaret (přírodní památka)
Přírodní památka Nazaret se nachází v přírodním parku Chřiby v okrese Uherské Hradiště, přibližně 0,7 km jižně pod vrcholem Brdo (586 metrů) v nadmořské výšce 450–500 metrů. Jedná se o starý lesní porost v suťovisku s četnými prameništi. Lokalita spadá do katastrálního území Salaš u Velehradu a má rozlohu 2,80 ha. Přírodní památka, která je součástí evropsky významné lokality Natura 2000 Chřiby, je v péči Krajského úřadu Zlínského kraje.

## Předmět ochrany
Předmětem ochrany je starý lesní porost typický pro původní karpatské lesy. Nachází se zde prameniště a rozsáhlé pískovcové suťoviště s několika druhy mechorostů, zejména játrovek. Na lokalitě žije početná populace mloka skvrnitého (Salamandra salamandra).

## Geologické poměry
Geologický podklad tvoří usazeniny račanské jednotky magurského flyše – pískovce a jílovce paleogenního stáří. Půdy jsou hlinitopísčité. Kameny v suťovisku jsou tvořeny pískovci a slepenci. Z hydrogeologického hlediska území náleží k povodí řeky Moravy.

## Flóra
Lesní společenstvo patří do asociace Carici pilosae-Fagetum. Jedná se tedy o karpatskou květnatou bučinu. Ve stromovém patře dominuje buk lesní (Fagus sylvatica), který doplňují dub zimní (Quercus petraea) a javor klen (Acer pseudoplatanus). Místy se objevuje habr obecný (Carpinus betulus), jilm horský (Ulmus glabra) a jeřáb břek (Sorbus torminalis). V keřovém patře se vyskytuje lýkovec jedovatý (Daphne mezereum). Lýkovec jedovatý spadá do tzv. kategorie C4 – jedná se o vzácnější druh české květeny vyžadující další pozornost.

## Fauna
Nejvýznamnějším živočišným druhem lokality je obojživelník mlok skvrnitý (Salamandra salamandra). Početná populace tohoto druhu se vyskytuje v suťovém prameništi. V okolních [esích se vyskytují další druhy živočichů, typických pro oblast Chřibů, z ptactva např. strakapoud velký (Dendrocopos major).

## Přístup
Lokalita se nachází mimo turistické stezky. Nejblíže, asi 150 metrů od severovýchodní hranice chráněného území, vede modře značená turistická cesta, která prochází ze Salaše přes vrch Strakov k rozcestí pod Brdem.

## Zajímavost
Pouhých asi 130 metrů jihovýchodním směrem od PP Nazaret se nachází další chráněné území – přírodní památka Máchova dolina, kterou charakterizuje bukový les na pískovcovém podloží.